# Єловкіно
Єловкіно (рос. Еловкино) — селище у Черепановському районі Новосибірської області Російської Федерації.
Входить до складу муніципального утворення Безменовська сільрада. Населення становить 200 осіб (2010).

## Історія
Згідно із законом від 2 червня 2004 року органом місцевого самоврядування є Безменовська сільрада.

## Населення
| 2002 | 2007 | 2010 |
| ---- | ---- | ---- |
| 246  | ↘226 | ↘200 |